# Tromostovje
Tromostovje (« trois ponts » en slovène) est un ensemble de trois ponts enjambant la Ljubljanica à Ljubljana, la capitale de la Slovénie. Constituant l'un des symboles de Ljubljana, il relie la partie historique de la ville au sud-est et la place Prešeren au nord-ouest.

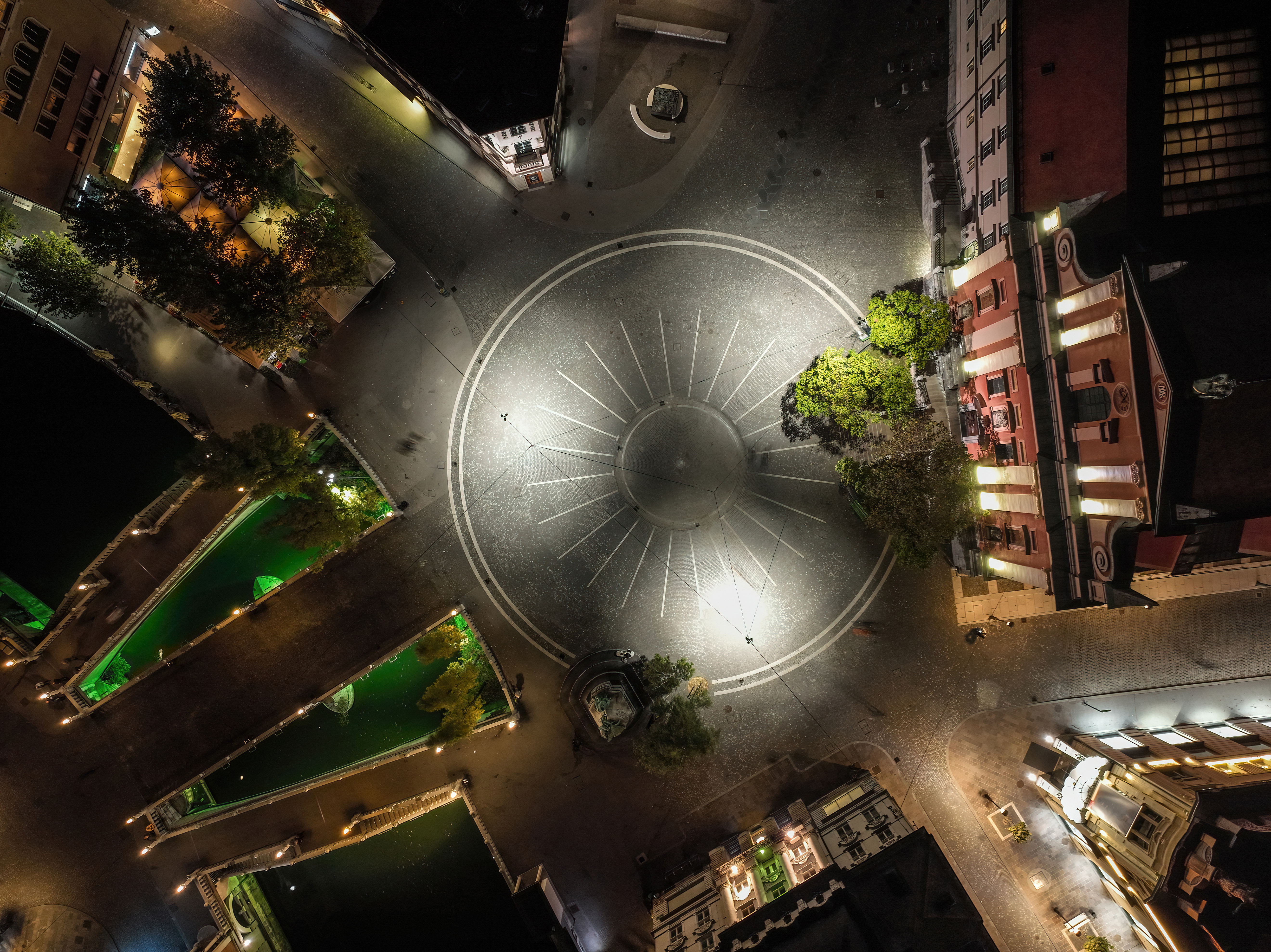
La place Prešeren vue de nuit, avec les trois ponts de Tromostovje en bas à gauche.

Il est fait mention d'un pont en bois à cet endroit en 1280, qui dût être reconstruit en 1657 après un incendie. Celui-ci est remplacé en 1842 par un nouveau pont conçu par Giovanni Picco, un architecte italien, appelé Frančev most (« le pont de Franz ») en l'honneur de l'archiduc François-Charles d'Autriche.
Ce pont de pierre en arc est la pièce centrale du pont moderne. En 1929, l'architecte slovène Jože Plečnik prévoit d'y ajouter de part et d'autre des ponts piétonniers, élargissant ainsi efficacement le pont et l'empêchant d'être un goulot d'étranglement. Ces travaux sont terminés en 1932,.